# Leyland Trucks
Leyland Trucks Limited poznatiji kao Leyland Trucks je britanska automobilska industrija koja je specijalizirana za proizvodnju kamiona. Sjedište tvrtke i glavni proizvodni pogon nalaze se u istoimenom gradu Leylandu. Proizvodni program se temelji na Dafovim modelima te je centar PACCAR-ove grupacije na području dizajniranja, razvoja i proizvodnje lakih i srednjih kamiona.
Oko 50% proizvodnje je namijenjeno izvozu na tržištu EU i širom svijeta.

## Povijest

### Razdoblje od početka do 2. svj. rata
Povijest ove tvrtke seže u 1896. godinu kada su James Sumner i Henry Spurrier zajedno osnovali The Lancashire Steam Motor Company koji je proizveo svoje prvo vozilo na parni pogon. Već sljedeće godine vozilo je odvedeno u Manchester kod Kraljevskog poljoprivrednog društva za potrebe testiranja u vezi s nabavom samohodnih vozila. Taj prototip je osvojio srebrnu medalju te je uslijedio uspjeh mlade tvrtke u vidu izvoza parnih vozila u tadašnji Cejlon (danas poznatiji kao Šri Lanka).
Prvo vozilo s benzinskim motorom proizvedeno je 1904. pod nazivom "svinja" a godinu potom prodan je prvi autobus za potrebe javnog prijevoza u Londonu. Do izbijanja Prvog svjetskog rata tvrtka je imala 1500 zaposlenika te je do tada proizvela 1275 vozila s benzinskim i 415 vozila s parnim pogonom. Spomenuti rat bio je značajan za Leyland Motors koji se koncentrirao na proizvodnju vozila za britansku vojsku. Završetkom rata tvrtka je stekla bivšu tvornicu zrakoplova u Kingston upon Thamesu. Ondje se krenulo s poslom obnove istrošenih Leylandovih vozila koje je koristila vojska a cilj je bio njihova prodaja civilnom tržištu.
Krajem 1920-ih na tržište izlaze neki od legendarnih Leylandovih modela autobusa i kamiona pod zajedničkim nazivom Leyland Zoo odnosno kao Lion, Lioness, Llama, Leveret, Tiger, Terrier, Badger, Beaver, Bull, Bison i Buffalo kao i modeli s neživotinjskim nazivom kao Leviathon, Titan i Titanic. Oni su tvrtci vratili prosperitet nakon krize tijekom početka desetljeća.
Tijekom 1930-ih nastavilo se s razvojem dobro prihvaćenih modela Hippo, Rhino, Octopus i Buffalo. Također, dobro su prihvaćeni trolejbusi i vatrogasna vozila koja su uvedena u proizvodnju. Također, tvrtka je razvila i vlastite dizelske motore čime su odbrojani dani benzinskim motorima na civilnim vozilima.
Leyland je imao i "tajnu" tvornicu tenkova koja ih je počela proizvoditi izbijanjem 2. svjetskog rata. Međutim, Nijemci su znali za nju tako da je bila podvrgnuta konstantim bombardiranjima u prvim godinama rata. U tom ratnom razdoblju tvornica je imala 11.000 zaposlenika koji su proizveli 9.000 vozila, 3.000 tenkova, 10.000 tenkovskih motora i veliku količinu streljiva. Do kraja rata Leyland se proširio kao tvrtka a to razdoblje se zove "zlatnim dobom cestovnog prijevoza". Predratni modeli zamijenjeni su onima s modernim dizajnom te su razvijeni novi kamioni i autobusi (npr. kamion Comet).

### Poslijeratno razdoblje
Leyland Motors je obilježio 1950-e masovnom ekspanzijom te kupnjom domaćih auto-kompanija Scammell Lorries i Albion Motors. Tvrtka postaje vodeći britanski izvoznik u toj branši. 1958. godine razvijen je revolucionarni double-decker autobus Atlantean a njegov utjecaj prisutan je i danas. Leyland je dao doprinos i kamionskom dizajnu kabina kada je 1964. lansirana kabina Ergomatic koja je zamijenila postojeću Vista-Vue. Ergomatic kabina je dizajnirana na način da pruži vozaču najbolju kombinaciju sigurnosti, komfora i učinkovite uporabe prostora. Kabina je imala mogućnost naginjanja prema naprijed čime se izlaže motor, omogućavajući bolji pristup (za razliku od prijašnjih fiksih kabina). O kvaliteti Ergomatica govori činjenica da se ugrađivao u neke Leylandove modele do 1981.

### Leyland Trucks danas
Tijekom današnjeg razdoblja, Leyland je jedan od vodećih europskih proizvođača kamiona. Tako je tvrtka početkom prosinca 2015. proslavila proizvodnju jubilarnog 400.000-og kamiona, preciznije DAF-ovog modela XF 460 FTP. Prilikom svečane ceremonije, vozilo je predano krajnjem kupcu, Steveu Mattinsonu, menadžeru tvrtke Carr’s Flour of Silloth iz engleske grofovije Cumbrije.
Također, u razdoblju od listopada do prosinca iste godine, u obilasku pogona tvrtke bilo je oko 550 potencijalnih kupaca i dilera motornim vozilima. Prema riječima direktora kompanije Bryana Sitka, "Leyland Trucks ima dugu povijest dizajniranja i proizvodnje vozila čime Leyland doslovno gradi Britaniju stvarajući pozitivni doprinos gospodarstvu Ujedinjenog Kraljevstva".

## Suradnja s DAF-om, propast i uskrsnuće
Tijekom 1950-ih nizozemski konkurent DAF otvara tvornicu Geldropseweg u Eindhovenu s proizvodnim kapacitetom od deset do dvanaest kamiona tjedno. Tadašnji Leyland Motors prodaje mu licencu za proizvodnju svojih motora. Tako je Dafova serija 2000 imala Leylandove 11,1 litarske motore.
Suradnja ova dva proizvođača evoluirala je 1987. godine kada je osnovana joint venture tvrtka pod nazivom DAF NV. U njoj su Nizozemci imali 60% a Rover 40% udjela vlasništva. Ipak, 1993. dolazi do kolapsa na tržištu komercijalnih kamiona, posebice u Velikoj Britaniji. To je u velikoj mjeri pogodilo i DAF koji je iznimno ovisio o ondašnjem tržištu na kojem je imao visoki udio. Zbog tih glavnih faktora DAF proglašava bankrot. Ipak, vodeći menadžeri tvrtke otkupljuju danski dio DAF-a i engleski Leyland te tako spašavaju oslabljeni DAF od potpunog potonuća. Zbog toga je kroz nekoliko tjedana formirana nova tvrtka - DAF Trucks NV.
PACCAR, vodeća američka grupacija koja se također bavi proizvodnjom teretnih vozila je 1998. preuzela Leyland Trucks čime mu je osigurana sigurnija budućnost.

## Vanjske poveznice
- Povijest Leyland Trucksa